# Рейнс, Габриель
Габриель Джеймс Рейнс (англ. Gabriel James Rains; 4 июня 1803 — 6 сентября 1881) — американский кадровый военный и бригадный генерал армии Конфедерации в годы американской гражданской войны. Вошел к историю как изобретатель пехотных мин.

## Ранние годы
Габриель Рейнс родился в 1803 году в северокаролинском Нью-Берне, в семье Габриеля Маниголта Рейнса и Эстер Эмброз. Его младший брат, Джордж Вашингтон Рейнс, впоследствии так же стал бригадным генералом джорджианского ополчения. Обоих впоследствии называли «the Bomb Brothers», из-за их работ по разработке и проектированию пехотных мин, торпед и других подрывных устройств. В 1823 году Рейнс поступил в военную академию Вест-Пойнт и окончил её 13-м по успеваемости в выпуске 1827 года. Среди его однокурсников были Леонидас Полк и Филип Кук. После выпуска он был определен в 7-й пехотный полк в звании второго лейтенанта.
В 1828 году Рейнс служил в Джефферсоновских казармах (Миссури), потом в форте Гибсон на Индейской территории (1828—1831), занимался снабжением индейцев продовольствием в 1831—1834. 28 января 1834 года Рейнс получил звание первого лейтенанта.
В 1834—1835 он снова служил в форте Гибсон, затем в Арканзасе в Литл-Роке (1835), затем на рекрутской службе с 1835 по 1837. 25 декабря 1837 года он стал капитаном 7-го пехотного полка. С 1837 по 1839 год Рейнс снова служил на фронтире в форте Гибсон, затем участвовал в Семинольских войнах во Флориде (1839—1840, 1841—1842), где участвовал в перестрелке у форта Кинг 28 апреля 1840 года, получив тяжелое ранение. За форт Кинг он получил временное звание майора, датированное днём сражения.
В 1842—1844 служил в гарнизоне форта Вуд в Луизиане, в 1844—1845 в Батон-Руже, в 1845 в форте Макги, в 1845—1846 служил в Техасе, участвовал в войне с Мексикой, обороняя форт Баун (3—9 мая 1846). Позже служил в Миссури, в форте Ливенворт (Левенуэрт), в форте Гратитот и форте Колумбус.
В 1853 году он служил в форте Ванкувер на территории Вашингтон, участвовал в экспедициях против индейцев якима, в 1855 - 1856 служил в форте Гумбольдт в Калифорнии, затем снова в форте Ванкувер. 5 июня 1860 года Рейс стал подполковником 5-го пехотного полка.
В 1860 году он ушел в отпуск, а 31 июля 1861 ода подал в отставку из армии США.

## Гражданская война
Когда началась война, Рейнс вступил в армию Конфедерации в звании бригадного генерала.
31 мая 1862 года, во время сражения при Севен-Пайнс, Рейнс командовал бригадой в составе дивизии Дэниеля Хилла. Его бригада состояла из четырех полков:
- 13-й Алабамский пехотный полк: полковник Биркетт Фрай
- 26-й Алабамский пехотный полк: Полковник Эдвард О'Нил
- 6-й Джорджианский пехотный полк: полковник Альфред Колкитт
- 23-й Джорджианский пехотный полк:

На начало сражения у Рейнса было 2870 человек, в момент основной атаки - 2400, а к концу сражения - 1990.
16 июня 1862 бригаду Рейнса передали Альфреду Колкитту, а самому Рейнсу генерал Ли поручил заминировать реку Джеймс, чтобы предотвратить прорыв федерального флота. Рейнсу было уже 59 лет и его предпочитали держать на тыловой службе.
Рейнс вошёл в историю как разработчик первых самовзрывающихся противопехотных мин. Считается, что первые эксперименты он провёл ещё в 1840 году во время Семинольской войны. В 1862 году при осаде Йорктауна он сконструировал первые мины, взрывающиеся самостоятельно или при помощи электрического запала. Эти приспособления, известные как land torpedoes, сначала изготовлялись из снарядов, а к концу войны было создано около 2000 мин, известных как "Мины Рейнса"(Rains mines).

## Послевоенная деятельность
После войны Рейнс некоторое время работал химиком в Огасте (Джорджия), затем переехал в Чарльзтон, где стал работать клерком в армейском квартирмейстерском департаменте. Он умер в Эйкене в 1881 году и был похоронен на кладбище Святого Тадеуша.